# Stropnice (vattendrag i Tjeckien)
Stropnice är ett vattendrag i Tjeckien.   Det ligger i regionen Södra Böhmen, i den södra delen av landet, 130 km söder om huvudstaden Prag.